# Olof Lundberg
Olof "Ola" Lundberg, född 19 april 1808 i Lund, död där 12 juni 1877, var en svensk bryggare, krögare och donator.
Olof Lundberg var son till extra akademivaktkarlen Anders Olsson. Han var fram till 1845 biträde hos sin styvfar, Jöns Gunnarsson Lundberg, som från 1821 innehade en gård vid Stora Södergatan, där han var verksam som bryggare, krögare och hökare. Omkring 1845 övertog Lundberg rörelsen och under hans ledning blev värdshuset "Lundbergs" ett av Lunds mest omtyckta näringsställen, särskilt bland bönderna och småborgarna men även bland de äldre akademikerna. Lundberg blev så småningom en välkänd personlighet i Lund och var bland annat medlem i Knutsgillet och Borgarsångföreningen. 1864–1869 tillhörde han Lunds stadsfullmäktige. Lundberg utövade stor välgörenhet och donerade största delen av sin förmögenhet att efter hans död utgå till allmännyttiga ändamål, bland annat till en reseunderstödsfond för hantverkare, som önskade fullborda sin utbildning i utlandet. Han är begravd på Östra kyrkogården i Lund.